# Bohuš z Drahotuš
Bohuš z Drahotuš by moravský šlechtic, zakladatel rodu pánů z Drahotuš.

## Život
Jeho otcem byl Crha z Ceblovic, který získal výsluhou rozsáhlá území na části Drahanské vrchoviny s centrem s tvrzí v Jedovnicích.  
Bohuš se v pramenech poprvé objevuje roku 1245, v roce 1251 se uvádí jako „Bohuš z Jedovnic“. Bohuš, stejně jako jeho otec, patřil k družině krále Přemysla Otakara II., účastnil se jeho svatby s Markétou Babenberskou v roce 1252. Účastnil se též Přemyslových vojenských tažení. Za své věrné služby se stal přerovským purkrabím a moravským maršálem. V 60. letech 13. století mu král Přemysl daroval oblast kolem Lipníka na Bečvou, kde si Bohuš postavil hrad Drahotuš, po kterém se poprvé píše roku 1269. Zda přenechal svému bratru Hartmanovi z Holštejna otcovu výsluhu na Drahanské vrchovině celou, či zda se tam dále na části angažoval, není zřejmé. Je možné, že si zde nějaký majetek zachoval, centrem držav mohl být hrad Drahans případně Smilův hrad, který byl pojmenován po jeho synu Smilovi. 
Bohuš z Drahotuš měl manželku Žofii, která byla dcerou Gerharda ze Zbraslavi. S ní měl čtyři syny a jednu dceru. Naposledy se Bohuš uvádí 26. února 1287 a 21. května 1288 již byl nebožtíkem.  